# Mist (település)
Mist (korábban Riverside) az Amerikai Egyesült Államok északnyugati részén, Oregon állam Columbia megyéjében elhelyezkedő önkormányzat nélküli település.
Az 1870-es évektől lakott; mai nevét 1888 körül vette fel a térség időjárása miatt. A posta 1975-ben zárt be.

## Története
Az 1874-ben megnyílt bolt 2001. július 6-án leégett; ez volt Oregon leghosszabb ideig működő kereskedelmi létesítménye.
A Nehalem folyó völgyében kezdetben az indiánok vadásztak, majd később az afroamerikaiak gazdálkodtak. Itt található a megye legnagyobb fűrészüzeme és egyik legjelentősebb földgázlelőhelye. A 20. században itt volt a Kerry Timber and Logging Company faipari cég gyárvárosa; nyomait 2008–2009-ben fedezték fel.

## Fordítás
- Ez a szócikk részben vagy egészben  a   Mist, Oregon című angol Wikipédia-szócikk ezen változatának fordításán alapul.  Az eredeti cikk szerkesztőit annak laptörténete sorolja fel. Ez a jelzés csupán a megfogalmazás eredetét és a szerzői jogokat jelzi, nem szolgál a cikkben szereplő információk forrásmegjelöléseként.